# Sørvad
Sørvad er en by i Vestjylland med 1.133 indbyggere  (2024), som ligger 13 km syd for Holstebro, 39 km nordøst for Ringkøbing og 28 km nordvest for Herning. Byen hører til Herning Kommune og ligger i Region Midtjylland.
Sørvad hører til Vinding Sogn. Vinding Kirke ligger ret ensomt 2 km nord for Sørvad.

## Faciliteter
Sognenavnet Vinding bruges ofte i stedet for bynavnet Sørvad, bl.a. i en række lokale foreningers navne. Vinding Skole har 339 elever, fordelt på 0.-9. klassetrin. I 2011 fik den også overført eleverne fra nabobyen Vind, hvor skolen blev nedlagt. Vinding Skole blev bygget i 1962 og udvidet i 1974 og 1977. I 2002 blev der bygget indskolingsfløj med nye børnehave- og 1. klasser samt SFO for børn i 0.–4. klasse. Skolen har 39 medarbejdere. Vinding Børnehave blev bygget i 1979 og har 120 pladser i 4 aldersopdelte grupper.
Sørvad Kultur- og Idrætscenter har en stor sal og en lille sal samt et friluftsbad med varmt vand (26-28°). Vinding KFUM tilbyder håndbold, og Vinding Ungdoms & Idrætsforening tilbyder bl.a. badminton, bordtennis, fodbold og gymnastik. Der er også et fitnesscenter.
Byen har Dagli'brugs, pizzaria og missionshus. Vinding Borger Forening afholder årlig byfest, Sankt Hans fest, juletræsfest og fastelavnsfest.

## Historie
Navnet Sørvad stammer fra gården Sørvadgård, der i 1888 lagde grund til mejeriet på betingelse af, at det skulle hedde Sørvad Andelsmejeri. Sørvad betyder "søndre vadested" med hentydning til Vegen Å, der løber gennem Sørvad.

### Stationsbyen
Byen havde station på Ringkøbing-Ørnhøj-Holstebro Jernbane 1925-1961. Stationen blev anlagt på åben mark i nærheden af Sørvadgård og mejeriet og fik derfor også navnet Sørvad. På den lige strækning mellem Sørvad og Vind skete den værste ulykke i banens historie 22. marts 1947, da to Triangel-motorvogne kolliderede i tæt tåge. To drenge, der havde fået lov til at opholde sig i et af førerrummene, omkom.
Målebordsbladet fra 1900-tallet viser en telefoncentral og – i Hundkjær ½ km øst for Sørvad – et forsamlingshus, men kun få huse. Byudviklingen tog først fart i anden halvdel af 1900-tallet. Sørvad havde i 1955 290 indbyggere, i 1960 311 indbyggere og i 1965 364 indbyggere.
Stationsbygningen er tegnet af arkitekt Ulrik Plesner. Den er bevaret på Stationsvej 6. Digevej er anlagt på banetracéet, der er bevaret videre mod vest som grusvej til primærrute 11 og - lidt mindre tilgængeligt - gennem Vind Plantage.